# Liettres
Liettres település Franciaországban, Pas-de-Calais megyében. Lakosainak száma 368 fő (2022. január 1.). Liettres Blessy, Estrée-Blanche, Linghem, Quernes, Rely és Witternesse községekkel határos.

## Népesség
A település népességének változása:
| Lakosok száma | 316  | 321  | 327  | 327  | 331  | 330  | 343  | 355  | 368  |
|               | 2013 | 2015 | 2016 | 2017 | 2018 | 2019 | 2020 | 2021 | 2022 |